# Municipio de Allin
El municipio de Allin (en inglés: Allin Township) es un municipio ubicado en el condado de McLean en el estado estadounidense de Illinois. En el año 2010 tenía una población de 919 habitantes y una densidad poblacional de 9,79 personas por km².

## Geografía
El municipio de Allin se encuentra ubicado en las coordenadas 40°26′33″N 89°12′31″O / 40.44250, -89.20861. Según la Oficina del Censo de los Estados Unidos, el municipio tiene una superficie total de 93.88 km², de la cual 93,88 km² corresponden a tierra firme y (0 %) 0 km² es agua.

## Demografía
Según el censo de 2010, había 919 personas residiendo en el municipio de Allin. La densidad de población era de 9,79 hab./km². De los 919 habitantes, el municipio de Allin estaba compuesto por el 97,71 % blancos, el 0,65 % eran afroamericanos, el 0,22 % eran amerindios, el 0,22 % eran asiáticos, el 0,11 % eran de otras razas y el 1,09 % eran de una mezcla de razas. Del total de la población el 1,52 % eran hispanos o latinos de cualquier raza.